# Ostromeč
Ostromeč je malá vesnice, část obce Velký Malahov v okrese Domažlice v Plzeňském kraji. Nachází se jeden kilometr jihovýchodně od Velkého Malahova. Je zde evidováno 26 adres. V roce 2011 zde trvale žilo 44 obyvatel.
Ostromeč je také název katastrálního území o rozloze 4,51 km².

## Historie
První písemná zmínka o vesnici pochází z roku 1379.

## Obyvatelstvo
| Rok            | 1869 | 1880 | 1890 | 1900 | 1910 | 1921 | 1930 | 1950 | 1961 | 1970 | 1980 | 1991 | 2001 | 2011 | 2021 |
| -------------- | ---- | ---- | ---- | ---- | ---- | ---- | ---- | ---- | ---- | ---- | ---- | ---- | ---- | ---- | ---- |
| Počet obyvatel | 142  | 166  | 154  | 150  | 156  | 160  | 160  | 81   | 103  | 104  | 79   | 57   | 71   | 44   | 55   |
| Počet domů     | 24   | 24   | 24   | 24   | 25   | 25   | 24   | 29   | 29   | 20   | 17   | 20   | 22   | 19   | 21   |

## Obecní správa
Při sčítání lidu v letech 1850–1959 Ostromeč byla samostatnou obcí v okrese Horšovský Týn (v letech 1850–1910 Horšův Týn). V letech 1960–1980 byla částí obce Velký Malahov v okrese Domažlice. Od 1. května 1980 do 23. listopadu 1990 byla částí obce Semněvice v okrese Domažlice. Od 24. listopadu 1990 je opět částí obce Velký Malahov v okrese Domažlice.

## Další fotografie

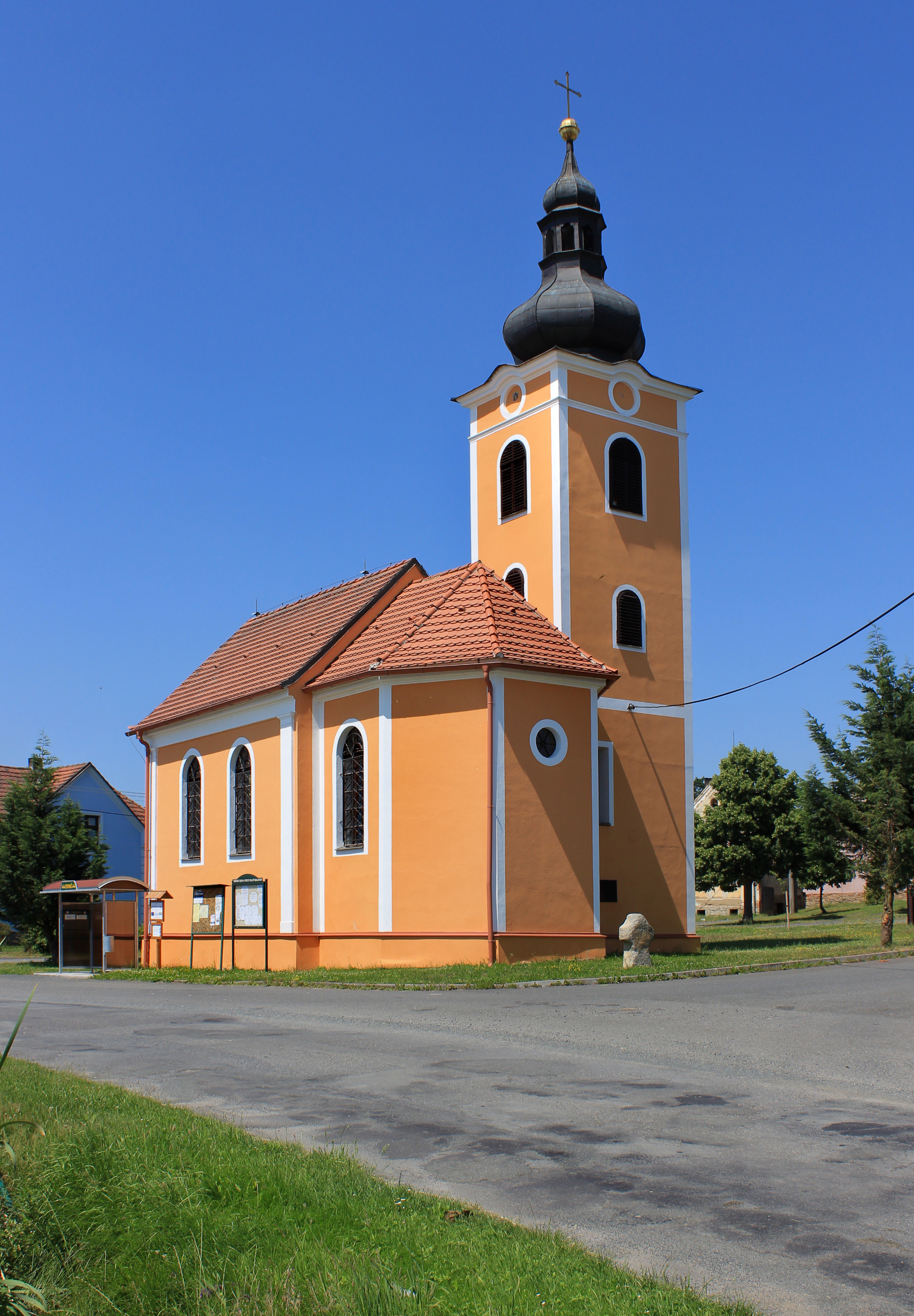
Kaple Srdce Páně
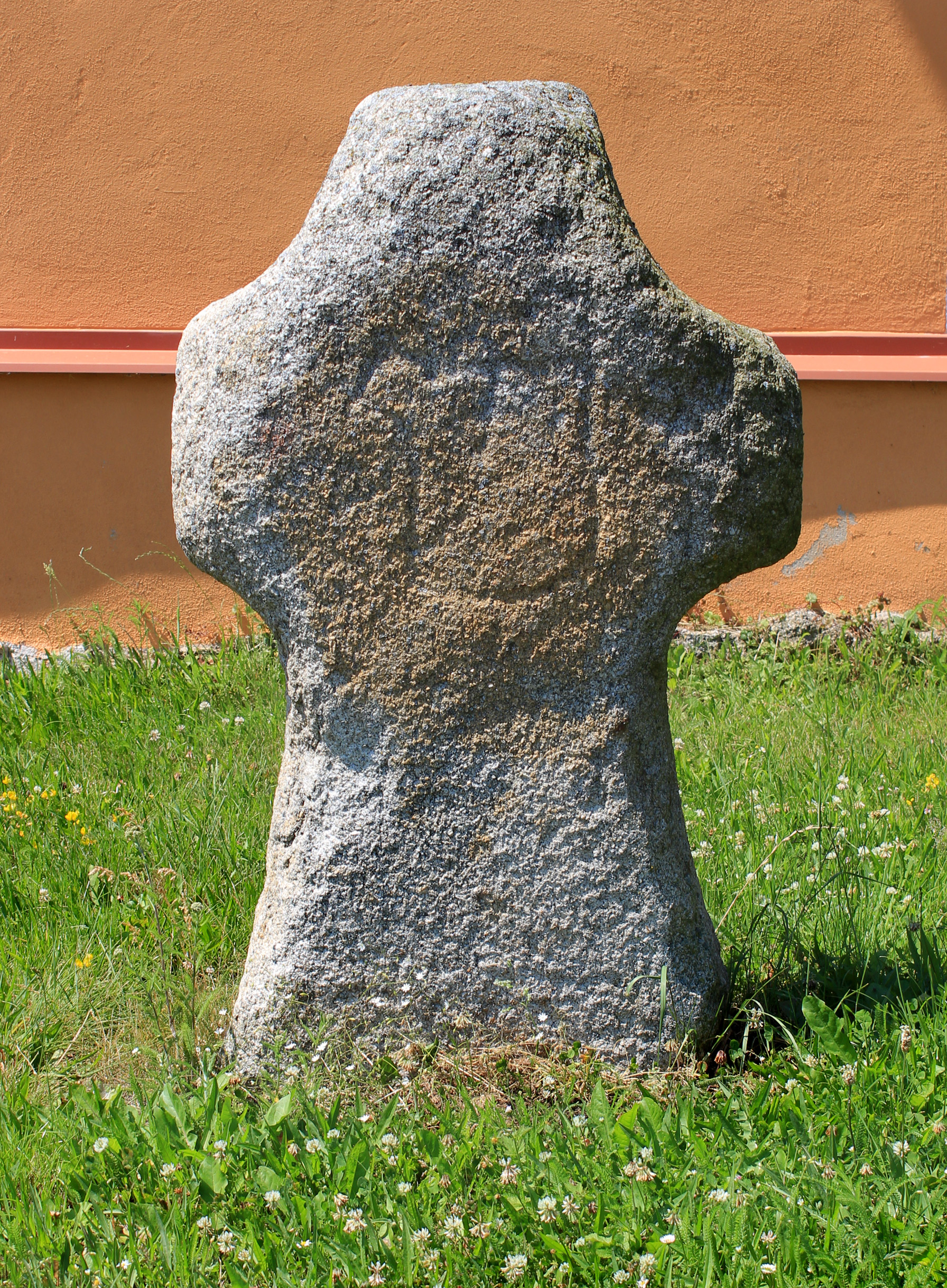
Smírčí kříž před kaplí
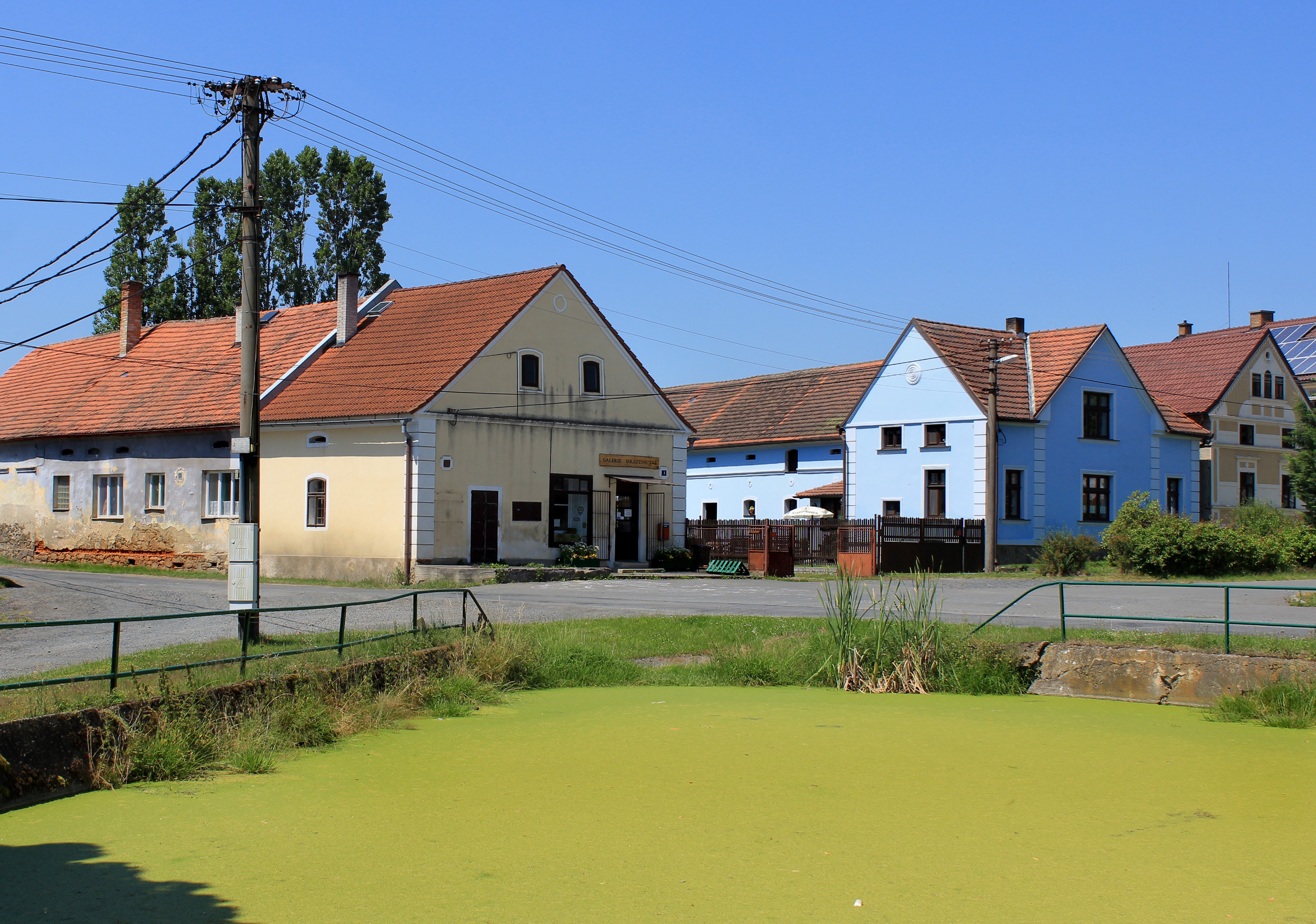
Rybník na návsi
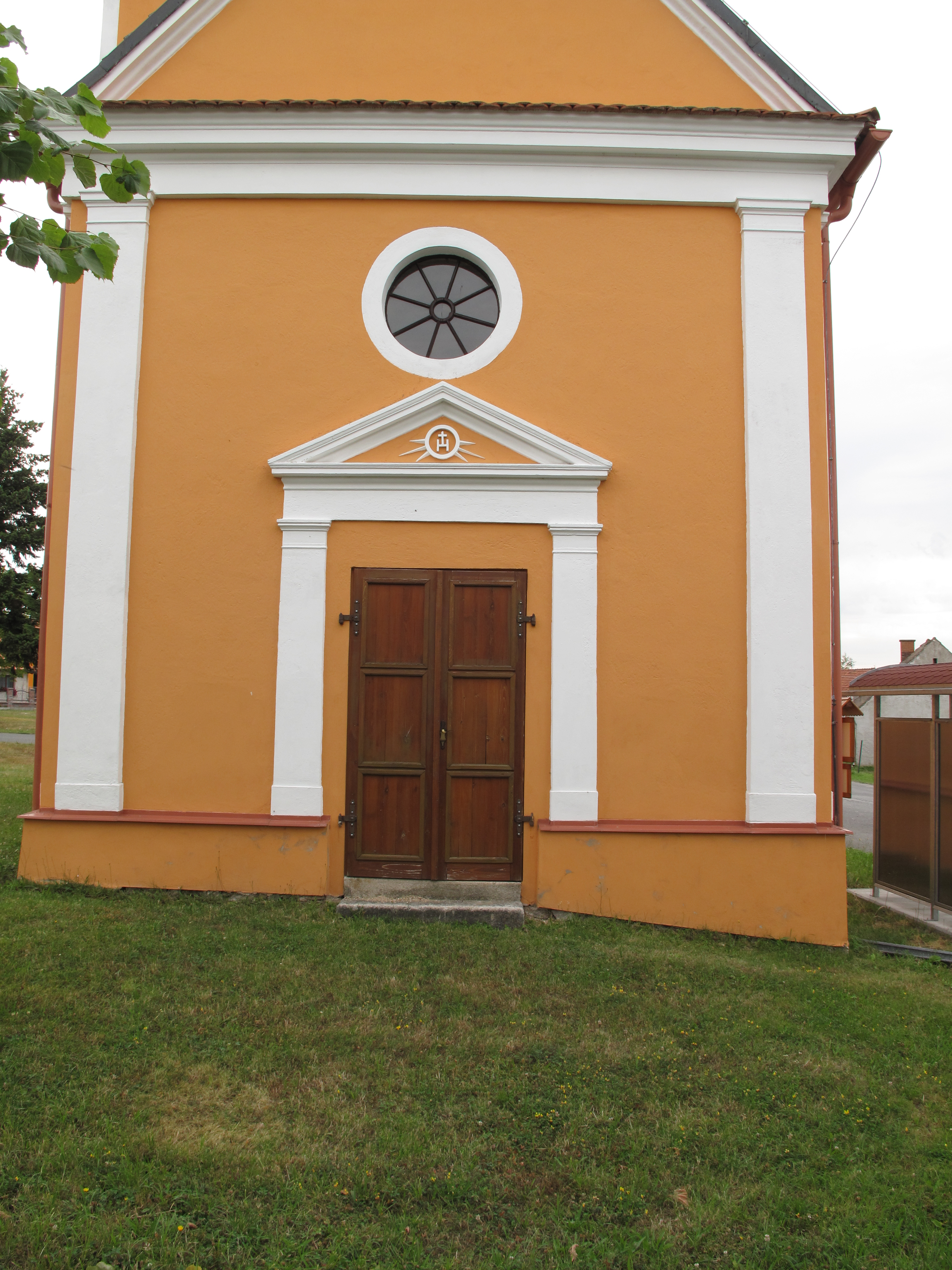
Vstup do kaple